# ایلابرات
ایلابرات خدای بین‌النهرینی بود که در برخی موارد به عنوان سوکال (خدای همراه) خدای آسمان آنو در نظر گرفته می‌شد. شواهد به دست آمده از دوره آشوری باستان نشان می‌دهد که او را به عنوان یک خدای مستقل نیز پرستش می‌کردند.

## نام

### ایلابرات و نینشوبور
شرحی در فهرست خدای آن = آنوم ممکن است نشان دهد که نام نینشوبور می‌تواند برای نشان دادن نام ایلابرات به صورت لوگوگرافی به کار برود.

## شخصیت
ایلابرات گاهی سوکال (همراه و پیام‌رسان آنو) در نظر گرفته می‌شد. در اسطوره آداپا، او به عنوان منبع اطلاعات درباره وقایع روی زمین برای اربابش عمل می‌کند.‌ مشابه نینشوبور، او نیز می‌توانست به عنوان سوکال مجلس الهی عمل کند. با این حال، هیچ نشانه‌ای وجود ندارد که ایلابرات در اسناد آشوری باستان به عنوان سوکال خداییان دیگری در نظر گرفته شده باشد و در آنجا به نظر می‌رسد او به طور مستقل عمل می‌کند.

## پرستش
شواهدی از هم بابِل و هم آشور برای پرستش ایلابرات به عنوان خدای خانواده در حوزه خصوصی وجود دارد. برای مثال، شخصی به نام Ibbi-Ilabrat از مالژیوم خود را «خدمتکار ایلابرات و اوشمو» نامید، در حالی که در یکی از نامه‌های بابلی باستان، از ایلابرات در کنار نینسیانا درخواست کمک می‌شود.

## اساطیر
ایلابرات به عنوان خدمتکار آنو در اسطوره آداپا ظاهر می‌شود، جایی که به اربابش توضیح می‌دهد که قهرمان نام‌بخش مردی فانی است که مسئول شکستن بال باد جنوبی است که در نتیجه هفت روز قادر به وزیدن نبود.